# 埃尔曼诺·皮尼亚蒂
埃尔曼诺·皮尼亚蒂（義大利語：Ermanno Pignatti，1921年8月8日—1995年10月31日），意大利男子举重运动员。他曾代表意大利参加1952年和1956年夏季奥林匹克运动会举重比赛，获得一枚铜牌。